# Cabasset

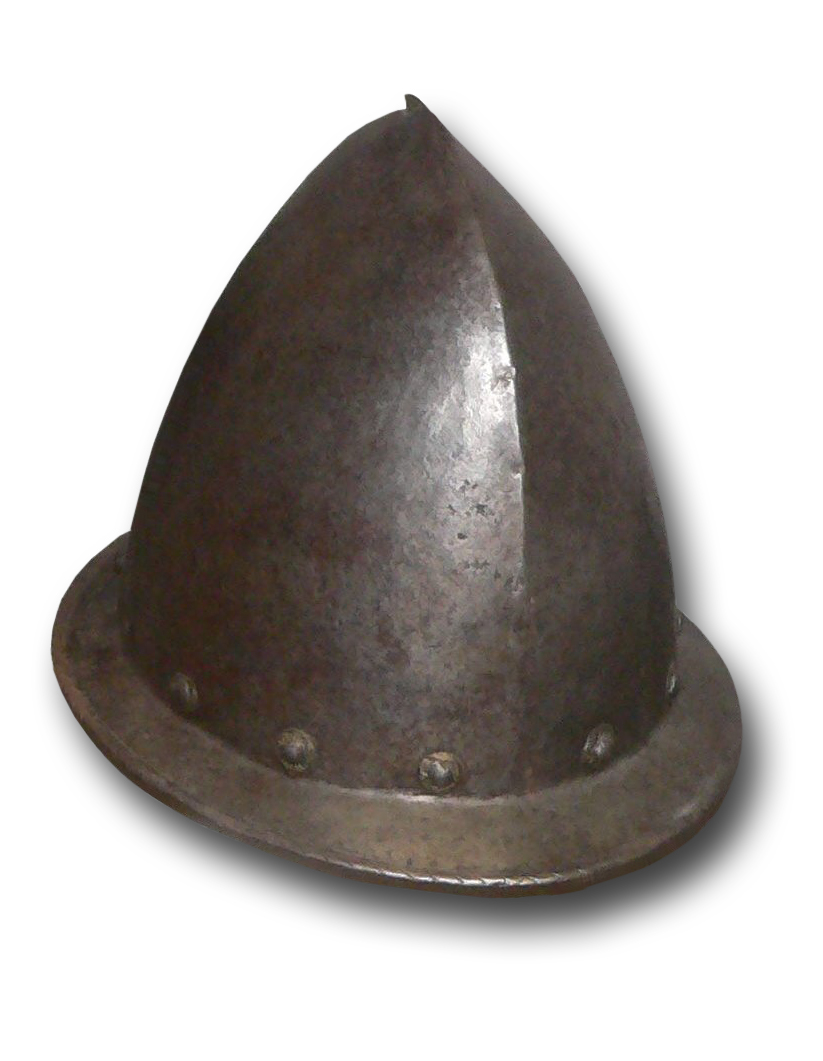
Un cabasset.

Le cabasset est un casque de la Renaissance, ouvert, issu du chapel de fer et proche du morion, d'où son nom de morion espagnol donné en Angleterre. Le cabasset est d'ailleurs parfois considéré comme une forme dérivée du morion.

## Étymologie
Le mot cabasset vient du catalan cabasset (diminutif de cabàs, signifiant cabas), qui devint capacete en espagnol et en portugais.

## Usage et évolution
Le cabasset fut en usage en Europe occidentale, notamment en Espagne et en Italie, de la seconde moitié du XVIe siècle à la fin du XVIIe siècle. Il était utilisé par l'infanterie et les piquiers.

## Formes et caractéristiques
La calotte du cabasset prend la forme d'un bol, d'une amande ou d'une poire (d'où le surnom de cabasset en poire). Elle est munie d'un rebord étroit et se termine par une pointe saillante à son sommet (comme la queue d'une poire). La plupart des cabassets étaient lisses, mais de rares décorations (gravures ou rivets) sont parfois présentes.